# Maddelin Brizuela
Maddelin Vanessa Brizuela Arévalo (San Salvador, 17 de junio de 1980-La Paz, Bolivia, 23 de julio de 2018) fue una política salvadoreña, que desempeñó el cargo de Embajadora de El Salvador, en el Estado Plurinacional de Bolivia desde el año 2016 hasta su muerte el 23 de julio de 2018.